# Vincenzo Binetti
Vincenzo Binetti detto Enzo (Bitritto, 21 dicembre 1937 – Roma, 21 luglio 1997) è stato un politico e magistrato italiano, sottosegretario alla giustizia nel governo Ciampi.

## Biografia
Dopo aver lavorato come magistrato, alle elezioni regionali pugliesi del 1985 viene eletto consigliere per la Democrazia Cristiana, divenendo anche assessore al sociale e al lavoro nella giunta di Salvatore Fitto. Nel 1987 si dimette per candidarsi alla Camera dei Deputati, venendo eletto. Conferma il proprio seggio a Montecitorio anche dopo le elezioni politiche del 1992, ricoprendo il ruolo di sottosegretario alla giustizia nel governo Ciampi dal 1993 sino al termine anticipato della Legislatura nel 1994.
Sposato, ebbe quattro figli: Gilda, Tobia, Marco e Caterina. Si spense nel 1997, pochi mesi prima di compiere 60 anni.

## Opere
- 1994, Nelle mani dei giudici - Edizioni Capone